# Alverna
Alverna (auch: La Verna) ist eine felsige Erhebung am Abhang des Monte Penna (1289 m) im zentralen Apennin in der politischen Gemeinde Chiusi della Verna (Toskana), in der Nähe von Caprese, dem Geburtsort von Michelangelo.

## Geschichte
Am 8. Mai 1213 schenkte Graf Orlando di Chiusi den Alverna dem heiligen Franziskus. Der Berg wurde für diesen ein bevorzugter Ort des Gebetes. Am 17. September 1224 erblickte der Überlieferung zufolge der Heilige dort einen Seraphen, woraufhin an seinem Leib die Wundmale Christi erschienen. Die franziskanischen Orden feiern das Fest der Stigmatisation des hl. Franziskus am 17. September.  Noch heute wird dieses Ereignis als besonderes Fest von der franziskanischen Familie jährlich am 17. September gefeiert.
Am 3. Oktober 1259 pilgerte der heilige Bonaventura zum Alverna und verfasste daraufhin sein einflussreiches Werk Itinerarium mentis in Deum.

„Die Gegend kann zu Zeiten des heiligen Franz von Assisi kaum anders ausgesehen haben, der sich auf eine einsame, von Birken gekrönte Felsenspitze des Monte Penna, nahe bei La Verna, begab und dort eine Nische zwischen zwei Felsbrocken zu einer Einsiedelei machte.“

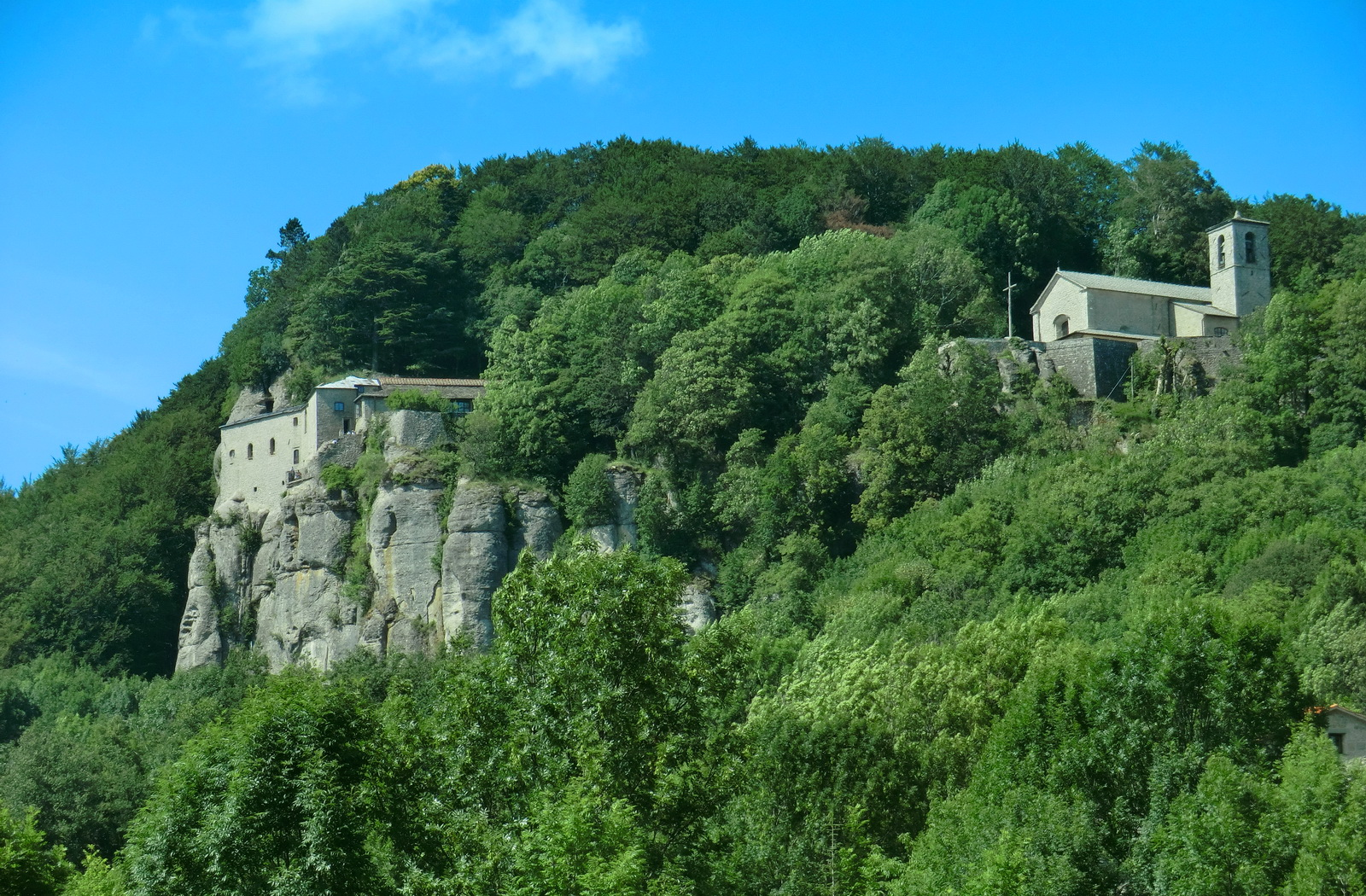
Heiligtum des La Verna über dem Dorf Chiusi
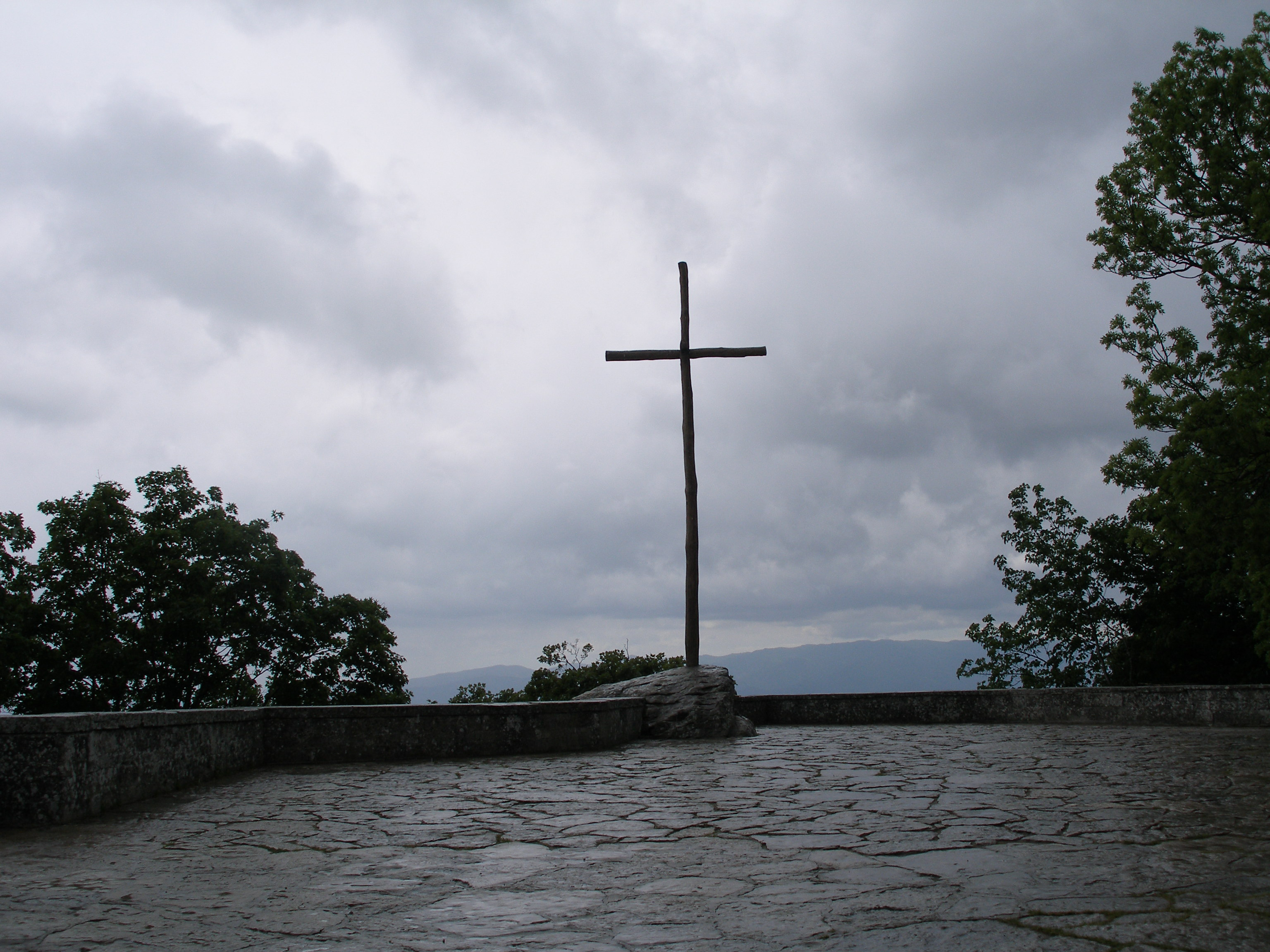
Gipfelkreuz
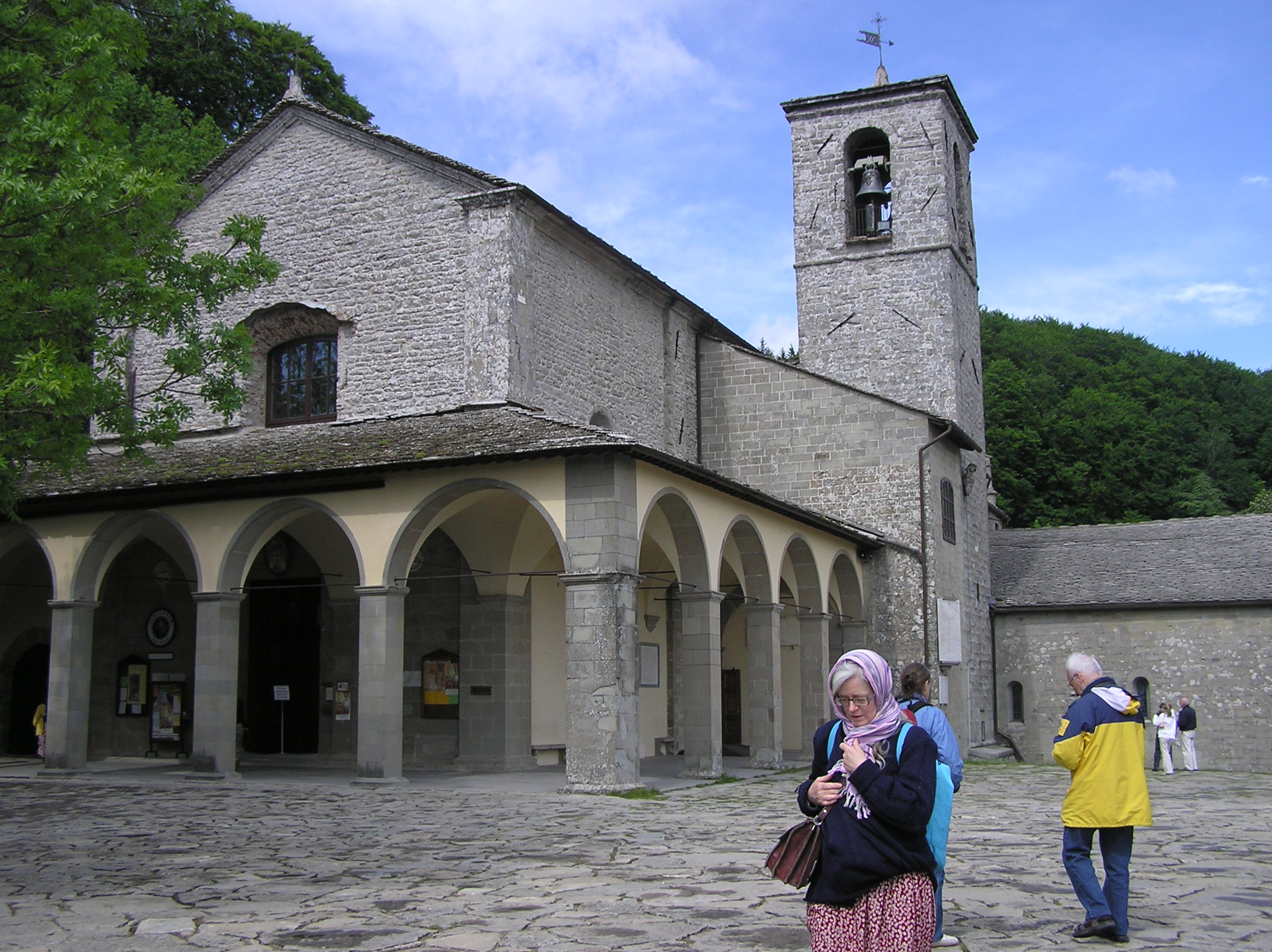
Basilika des Heiligtums, auch „Chiesa Maggiore“ genannt
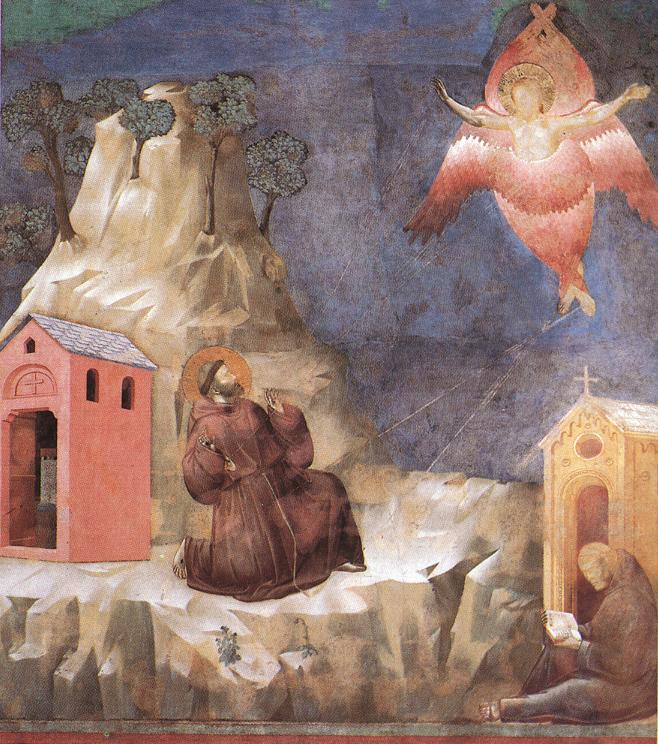
Die Stigmatisierung des hl. Franziskus auf dem La Verna, Fresko von Giotto di Bondone